# SOB-Medium
SOB (Super Optimal Broth) ist ein komplexes Nährmedium, das vor allem zur Herstellung und Transformation kompetenter Bakterien verwendet wird. Die Zusammensetzung wurde 1983 von Douglas Hanahan formuliert.

## Zusammensetzung
SOB ist ein Komplexmedium mit folgenden Inhaltsstoffen:
- Hefeextrakt 0,5 % (w/v) (5 g/l)
- Trypton 2 % (w/v) (20 g/l)
- Natriumchlorid 10 mM (0,6 g/l)
- Kaliumchlorid 2,5 mM (0,2 g/l)
- Magnesiumchlorid 10 mM
- Magnesiumsulfat 10 mM

Das Medium wird ohne Mg2+ hergestellt und 20 min bei 121 °C autoklaviert. Vor Gebrauch wird dem Nährmedium 20 mM Mg2+ zugegeben (20 ml/l einer 1 M Mg2+-Lösung, welche durch Mischung von gleichen Volumina von 1 M MgCl2 · 6H2O und 1 M MgSO4 · 7H2O hergestellt wurde). Der pH-Wert beträgt 6,8 bis 7.
SOC besteht aus SOB, dem 20 mM Glucose zugesetzt wurde. Es wird insbesondere bei der Transformation von Bakterien eingesetzt.